# Acúmbaro
Acúmbaro är en ort i Mexiko.   Den ligger i kommunen Tuxpan och delstaten Michoacán de Ocampo, i den södra delen av landet, 140 km väster om huvudstaden Mexico City. Acúmbaro ligger 1 898 meter över havet och antalet invånare är 385.
Terrängen runt Acúmbaro är huvudsakligen kuperad, men västerut är den bergig. Acúmbaro ligger nere i en dal. Runt Acúmbaro är det ganska tätbefolkat, med 116 invånare per kvadratkilometer. Närmaste större samhälle är Ciudad Hidalgo, 13,4 km nordväst om Acúmbaro. Omgivningarna runt Acúmbaro är en mosaik av jordbruksmark och naturlig växtlighet.